# Salvesen
De Salvesen (ook wel het “Salvesengebergte” genoemd) is een gebergte in het oosten van het eiland Zuid-Georgia.

## Geologie
Het eiland Zuid-Georgia bevindt zich op een sokkel van intrusief gesteente. Hier is op het eiland zelf echter weinig van te zien.
Overal waar het gesteente van de Salvesen dagzoomt zijn sterke kleurcontrasten te zien. Dit komt doordat intrusies van wit graniet (daterend uit het Krijt) door zwarte basaltlava en doleriet (daterend uit het Jura) heenlopen. Beide steensoorten zijn ontstaan door magma dat oprees bij het openen van de zuidelijke Atlantische Oceaan.
Het Salvesengebergte is een van de ruigste sterk vergletsjerde ketens op Zuid-Georgia. De hoofdketens van Zuid-Georgia zijn duidelijk minder ruig en steil dan het Salvesen. Dit komt doordat deze ketens uit geplooide zandsteen bestaan.